# Segonzac (Charente)
Segonzac é uma comuna francesa na região administrativa da Nova Aquitânia, no departamento de Charente. Estende-se por uma área de 35,19 km². Em 2010 a comuna tinha 2 159 habitantes (densidade: 61,4 hab./km²).